# 107 Camilla
107 Camilla هو كويكب، يقع ضمن حزام الكويكبات. اكتشف في 17 نوفمبر 1868. وقد اكتشفه نورمان بوغسون.

## روابط خارجية
- 107 Camilla في قاعدة بيانات مختبر الدفع النفاث لأجرام النظام الشمسي الصغيرة

- الاكتشاف · مخطط المدار ·  العناصر المدارية · المعلمات المادية

- 107 Camilla على موقع ويكي سكاي: DSS2, SDSS, GALEX, IRAS, Hydrogen α, X-Ray, Astrophoto, Sky Map, Articles and images